# Euglossa igniventris
Euglossa igniventris är en biart som beskrevs av Heinrich Friese 1925. Euglossa igniventris ingår i släktet Euglossa, tribus orkidébin, och familjen långtungebin. Inga underarter finns listade.

## Bildgalleri

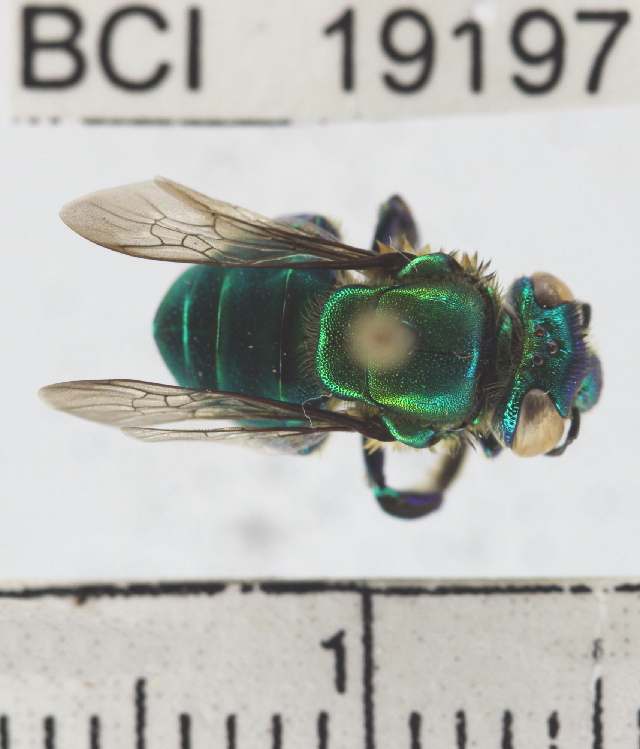